# Erhard
Az Erhard férfinév germán eredetű. Elemeinek jelentése: becsület és erős, merész.

## Gyakorisága
Az 1990-es években szórványos név, a 2000-es években nem szerepel a 100 leggyakoribb férfinév között.

## Névnapok
- január 8.[2]
- április 9.[2]

## Híres Erhardok
- Erhard von Queis (1490 körül–1529), a Pomezániai Székeskáptalan első lutheránus (evangélikus) püspöke
- Amelia Earhart, legendás pilótanő